# Розанов, Анатолий Анатольевич
Анатолий Анатольевич Розанов (1921—1978, Москва) — советский дипломат и разведчик. Чрезвычайный и полномочный посланник I класса.

## Биография
Член ВКП(б).
- В 1947—1951 годах — сотрудник аппарата политического советника советской части Союзного совета для Японии.
- В 1951—1957 годах — сотрудник центрального аппарата МИД СССР.
- В 1957—1961 годах — сотрудник посольства СССР в Японии, резидент ПГУ КГБ[1]
- В 1961—1963 годах — сотрудник центрального аппарата МИД СССР.
- В 1963—1968 годах — советник-посланник посольства СССР в Японии.
- В 1968—1970 годах — на ответственной работе в центральном аппарате МИД СССР.
- С 22 января 1970 по 6 марта 1974 года — чрезвычайный и полномочный посол СССР в Таиланде[2].
- В 1974—1978 годах — на ответственной работе в центральном аппарате МИД СССР.